# Juan Soriano

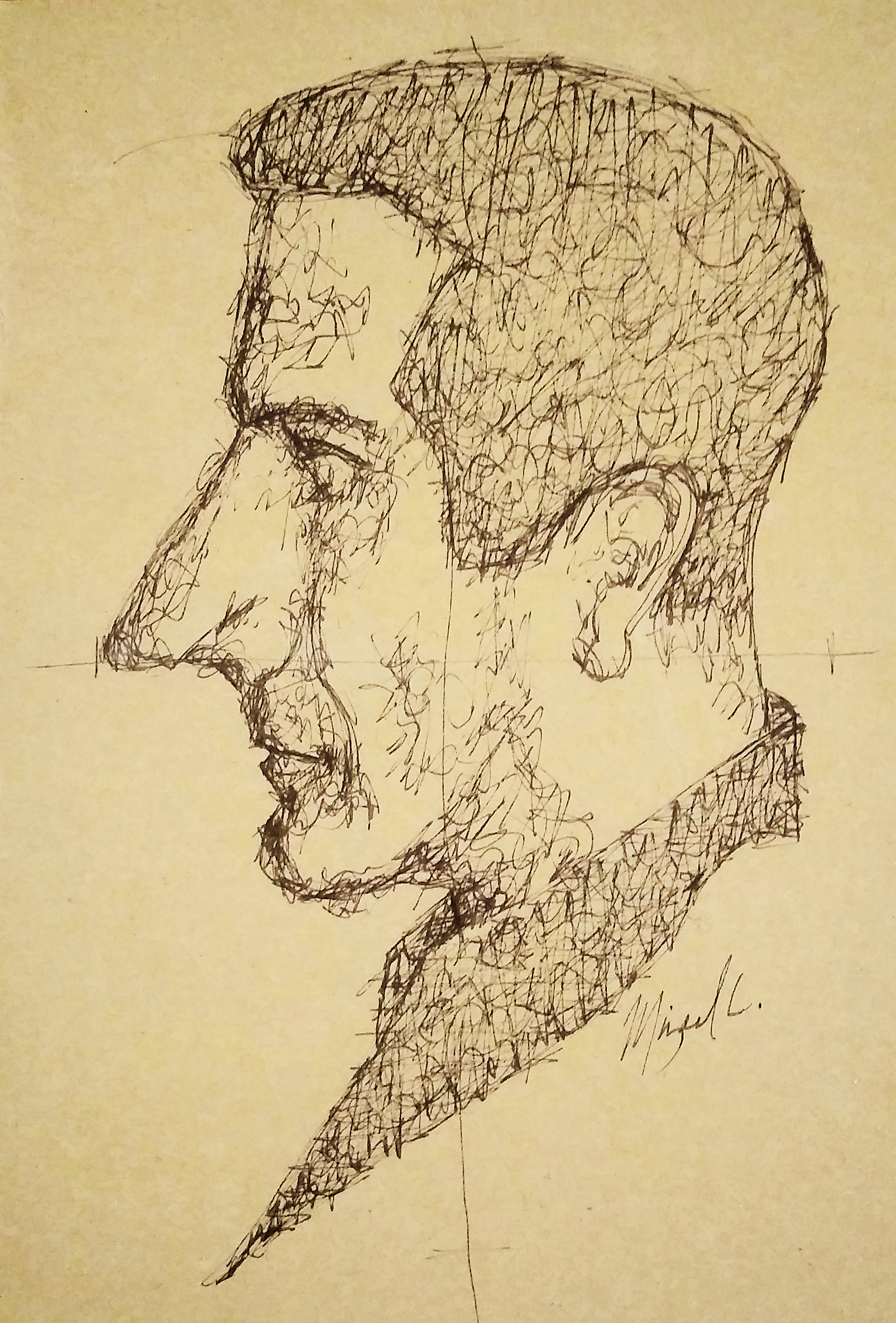
Juan Soriano

Juan Soriano Montoya (Guadalajara, 8 augustus 1920 - Mexico-Stad, 10 februari 2006) was een Mexicaans kunstschilder en beeldhouwer.
Hij begon met schilderen op 14-jarige leeftijd en kreeg daarmee als bijnaam de "Mozart van de schilderkunst". In 1935 verhuisde hij naar Mexico-Stad, waar hij zich aansloot bij de Mexicaanse School, waartoe onder andere ook Frida Kahlo en Octavio Paz behoorden.
In 1987 won hij de nationale kunstprijs van de Mexicaanse regering.
- Bibsys: 3011351
- Biblioteca Nacional de España: XX931840
- Bibliothèque nationale de France: cb133401842 (data)
- CiNii: DA13332579
- Gemeinsame Normdatei: 119226774
- International Standard Name Identifier: 0000 0001 1452 5228
- Library of Congress Control Number: n79034111
- Nationale Bibliotheek van Israël: 987007330311305171
- Nederlandse Thesaurus van Auteursnamen: 186106149
- Réseau des bibliothèques de Suisse occidentale: 02-A003849578
- RKD-Nederlands Instituut voor Kunstgeschiedenis: 73986
- SNAC: w6qf908t
- Système universitaire de documentation: 05017276X
- Union List of Artist Names: 500004465
- Virtual International Authority File: 95708027
- WorldCat: E39PBJyMfqPVXvDCJHhFDfjXBP